# Fenestroleon douglasi
Fenestroleon douglasi är en insektsart som beskrevs av Tim R. New 1985. Fenestroleon douglasi ingår i släktet Fenestroleon och familjen myrlejonsländor. Inga underarter finns listade i Catalogue of Life.